# 渡辺親綱
渡辺 親綱（わたなべ ちかつな）は、江戸時代中期の紀州藩士。渡辺主水家4代当主。

## 略歴
享保12年（1727年）、紀州藩士・渡辺豊綱の子として誕生した。享保15年（1730年）に豊綱が死去した際、松之助（親綱）は幼いため、家督は叔父・則綱が相続し、その嫡子となる。寛保2年（1742年）、則綱の死去により家督と知行2000石を相続する。寛保3年（1743年）、大寄合となる。
寛延2年（1749年）、年寄の列に加えられ1000石の加増を受け、江戸で勤務する。同月、番加判となる。寛延3年（1750年）、母里藩松平家（松平直員）の挟箱持が渡辺家の列を通り抜けようとして、馬に挟箱の棒を当てて驚かせ、無礼に怒った渡辺家の馬丁が、脇差で挟箱持を斬殺する事件が起こる。幕府への遠慮で、加判の列を免じられ、国元に帰される。後、再び加判に列する。
寛政元年（1789年）8月23日死去。享年63。家督は次男の戴綱が相続した。三男の正博は、伊達源左衛門正賀の養子となり家老を務め、従五位下・但馬守に叙任、3300石に加増を受けた。